# Henri Dupuis-Yacouba
Henri Dupuis-Yacouba (* 1. März 1924 in Timbuktu; † 28. Januar 2008 in Niamey) war ein nigrischer General und Politiker.

## Leben
Henri Dupuis-Yacouba war ein Sohn des Franzosen Auguste Dupuis-Yacouba und dessen Ehefrau Salama, die aus dem Volk der Fulbe stammte. Er wurde 1943 zu den Französischen Streitkräften einberufen, bei denen er 1956 in Niamey zum Hauptmann befördert wurde. Nach der Unabhängigkeit Nigers von Frankreich 1960 und bei der Gründung der Nigrischen Streitkräfte 1961 war Dupuis-Yacouba – wie Seyni Kountché – einer von nur sechs nigrischen Militärangehörigen, die den Offiziersrang erreicht hatten. 1963 wurde er Major. Dupuis-Yacouba war von Dezember 1961 bis August 1966 als Personalleiter im nigrischen Verteidigungsministerium beschäftigt sowie außerdem von Dezember 1962 bis August 1966 als Kabinettschef des Verteidigungsministers tätig. Anschließend arbeitete er im Ministerium als Direktor für Landesverteidigung und ab Juli 1973 zusätzlich als Generalinspekteur der Streitkräfte.
Seyni Kountché kam am 15. April 1974 durch einen Militärputsch an die Macht und ernannte Henri Dupuis-Yacouba, der am Putsch nur passiv beteiligt gewesen war, zum Minister für Erziehung, Jugend und Sport. Bei einer Regierungsumbildung 1975 verlor er zunächst die Ressorts Jugend und Sport und bei einer weiteren Regierungsumbildung im selben Jahr wurde er Minister für Justiz, Post und Telekommunikation. Seit persönlicher Ehrgeiz galt als Grund, warum er im Februar 1976 aus der Regierung ausgeschlossen wurde. Er spielte eine untergeordnete Rolle bei einem Putschversuch gegen Staatschef Kountché im März 1976. Dennoch wurde er im August 1976 zum Brigadegeneral ernannt. Er war der erste General in der Geschichte der Nigrischen Streitkräfte. 1981 erfolgte seine Beförderung zum Divisionsgeneral. Dupuis-Yacouba war zudem von 1976 bis 1986 Großkanzler der Nationalorden. Am 1. Januar 1986 ging er in den Ruhestand.